# Januarius Kyūnosuke Hayasaka
Januarius Kyūnosuke Hayasaka (jap. ヤヌアリオ 早坂 久之助 Yanuario Hayasaka Kyūnosuke) (ur. 17 września 1883 w Sendai; zm. 26 października 1959 tamże) – japoński duchowny katolicki, biskup Nagasaki (1927-1937), pierwszy Japończyk wyświęcony na biskupa, następnie biskup tytularny Philomelium.

## Życiorys
Urodził się w Sendai z rodziców, którzy właśnie przeszli na katolicyzm. Po ukończeniu szkoły w Sendai, uczył się w Tokio, a następnie studiował na Papieskim Uniwersytecie Urbaniana w Rzymie. Święcenia kapłańskie przyjął 10 czerwca 1917 r. Sakrę biskupią otrzymał z rąk papieża Piusa XI 30 października 1927 r. w bazylice św. Piotra. 25 kwietnia 1928 r. odbył ingres w katedrze Niepokalanego Poczęcia NMP. Jako ordynariusz Nagasaki udziełił wsparcia Maksymilianowi Kolbemu i jego misji w Japonii: wyraził zgodę na wydawanie japońskojęzycznej wersji „Rycerza Niepokalanej” pod warunkiem, że ojciec Kolbe będzie wykładał teologię w seminarium diecezjalnym. 
W 1934 r. założył Zgromadzenie Sióstr Niepokalanego Serca Maryi (ICM).
Po wykryciu krwiaka mózgu w 1934 r. i udarze w 1937 r. zrezygnował z urzędu ordynariusza Nagasaki i powrócił do Sendai jako biskup tytularny Philomelium. Wrócił do swojej Nagasaki po zbombardowaniu miasta, aby nadzorować jego odbudowę i osiadł w Ōmurze.
Zmarł w szpitalu w Sendai. Został pochowany na cmentarzu Akagi Bochi w Nagasaki.